# 能勢勝右衛門
能勢 勝右衛門（のせ かつえもん）は、江戸時代前期の岡山藩士。諱は不明。通称は少右衛門のち勝右衛門（但し、高柳利一は「勝右衛門」は役務上の呼称ではないかと指摘している）。知行800石。

## 生涯
岡山藩公儀使・能勢少右衛門の子として誕生。寛文12年（1672年）、小姓組組頭を務める。
天和3年（1683年）閏5月、寺社奉行となる。
元禄4年（1691年）8月病となり、日置猪右衛門（家老）・池田兵庫（番頭）に病気養生を申し渡され、京都で療養したものの薬石効無く10月2日京都にて没。
跡目は子の権之丞が600石で相続した。

## その後の能勢家
その後の能勢本家は、権之丞が元禄13年（1700年）に35歳で若死し、叔父能勢助五郎の子藤十郎が権之丞の養子となり相続したが、以降の本家の当主は誰であったのか不明である。
一方で助五郎の家系は150石（幕末は300石）で存続し、助五郎以降は少大夫―栄作―勝右衛門―勝男と続いた。